# David Grindley
David Grindley (Hindley, 29 ottobre 1972) è un velocista britannico, specializzato nei 400 metri piani, vincitore della medaglia di bronzo con la staffetta 4x400 a Barcellona 1992 insieme a Kriss Akabusi, Roger Black e John Regis.
In carriera sui 400 metri piani vinse un bronzo, sempre nel 1992, agli europei indoor di Genova e un titolo europeo juniores a Salonicco 1991, dove vinse anche l'oro in staffetta.
L'anno precedente, ai mondiali juniores di Plovdiv, vinse l'argento nella 4x400.

## Progressione

### 400 metri
| Stagione | Tempo   | Luogo              | Data      | Rank. Mond. |
| -------- | ------- | ------------------ | --------- | ----------- |
| 1997     | 46"45   | Losanna            | 2-7-1997  | °           |
| 1996     | 45"66   | Digione            | 26-5-1996 | °           |
| 1995     | 46"15   | Fukuoka            | 1-9-1996  | °           |
| 1993     | 44"50   | Zurigo             | 4-8-1993  | °           |
| 1992     | 44"47   | Barcellona         | 3-8-1992  | °           |
| 1991     | 45"41   | Salonicco          | 10-8-1991 | °           |
| 1990     | 1'50"77 | Jablonec nad Nisou | 15-9-1990 | °           |

## Palmarès
| Anno | Manifestazione            | Sede       | Evento    | Risultato | Prestazione | Note |
| ---- | ------------------------- | ---------- | --------- | --------- | ----------- | ---- |
| 1990 | Mondiali juniores         | Plovdiv    | 4 × 400 m | Argento   | 3'03"80     |      |
| 1991 | Europei juniores          | Salonicco  | 400 m     | Oro       | 45"41       |      |
| 1991 | Europei juniores          | Salonicco  | 4 × 400 m | Oro       | 3'07"22     |      |
| 1992 | Campionati europei indoor | Genova     | 400 m     | Bronzo    | 46"60       |      |
| 1992 | Giochi olimpici           | Barcellona | 4 × 400 m | Bronzo    | 2'59"73     |      |
| 1995 | Universiade               | Fukuoka    | 4 × 400 m | Bronzo    | 3'02"42     |      |